# Prostřeno!
Prostřeno! je televizní soutěž vysílaná na TV Prima. První díly začala televize vysílat začátkem března 2010. Formát převzala z britské stanice Channel 4, kde má pořad název Come Dine With Me. Každý týden se utká pět soutěžících, kteří musí pohostit jeden druhého ve svém domově s co možná nejoriginálnějším a nejlepším menu. Motivací jim je finanční výhra 70 000 Kč. Výše odměny se postupně měnila. V roce 2010 činila 25 000 Kč, o rok později 40 000 Kč. Vítěze určí bodování v závěru pořadu, kdy soutěžící dávají body ve stupnici od 1 do 10 a hodnotí nejen jídlo, ale i prostředí a hostitele. Občas se vaření ujmou populární hosté, v takovém případě jde výhra na dobročinné účely.
Součástí pořadu jsou i komentáře k dění, kterých se ujali dva čeští herci, Václav Vydra a Jana Boušková.

## Mutace soutěže
Pořad se vysílá po celém světě pod různými názvy:
- Bez servítky – TV Markíza (2009-2015), TV JOJ (2021-)
- Come Dine With Me – Channel 4
- Das Perfekte Dinner – VOX
- Un Diner Presque Parfait – M6
- Dinner Takes All – TLC
- Come Dine With Me Australia – Lifestyle Channel
- Komen Eten – VT4
- Come Dine With Me Canada – W
- Večera za 5 – RTL Televizija
- Õhtusöök viiele – TV3
- Til middag hos... – TV3
- Stjernes Middag – Kanal 5
- Neljän tähden illallinen – Nelonen
- Κάτι ψήνεται – Alpha TV
- Vacsoracsata – RTL Klub
- Hal a tortán – TV2
- بفرمائید شام – Manoto 1
- Come Dine With Me – TV3
- Smaken Verschillen – Net 5
- 4-stjernes middag halv åtte – TV Norge
- Klokka åtte hos meg – TV3
- Ugotowani – TVN
- בואו לאכול איתי – KAN 11
- Un Souper Presque Parfait – V
- Званый ужин – REN
- Dođi na večeru – Prva
- Kdo Je Kuhar? – TV3
- Ven a Cenar Conmigo – Antena 3
- Halv åtta hos mig – TV4
- Yemekteyiz – Show TV

## Přehled české soutěže

### První série
| Týden | Datum           | Kraj/region konání | Soutěžící           | Soutěžící           | Soutěžící                 | Soutěžící               | Soutěžící             |
| ----- | --------------- | ------------------ | ------------------- | ------------------- | ------------------------- | ----------------------- | --------------------- |
| 1.    | 01.–05.03.2010  | Moravskoslezský    | Zlata Štěpánková    | Žaneta Olšáková     | František Letal *         | Zlatuše Polachová       | Dimitri Kanurkov      |
| 2.    | 08.–12.03.2010  | Praha a okolí      | Ludmila Žamberyová  | Veronika Lacinová   | Lea Slámová               | Marie (Blanka) Vůjtová* | Jakub Macháček        |
| 3.    | 15.–19.03.2010  | Jihomoravský       | Miroslav Bílek      | Hana Pinknerová     | Irena Ráčková             | Jiří Müller*            | Eva Bego              |
| 4.    | 22.–26.03.2010  | Praha              | Dalibor Pavlík      | Marta Ptáčková      | Mária Pivokonská          | Martin Chmelař*         | Zdeňka Mahdiová       |
| 5.    | 29.3.–2.4.2010  | Jihomoravský       | Anna Vašíková       | Marek Anschlag      | Martina Hégrová*          | Ivan Krajíček           | Mirka Jenyšová        |
| 6.    | 05.–09.04.2010  | Praha              | Antonín Baudyš      | Michaela Štoudková  | Yemi A.D.*                | Ivanka Devátá           | Zbyněk Merunka        |
| 7.    | 12.–16.04.2010  | Moravskoslezský    | Blanka Štědroňová   | David Křivák*       | Libuše Foord              | Lukáš Wybraniec*        | Miroslava Gartnarová  |
| 8.    | 19.–23.04.2010  | Ústecký            | Jan Eichler         | Andrea Aulická      | Pavel Zika                | Radka Šounová           | Petr Klapálek*        |
| 9.    | 26.4.–30.4.2010 | Jihočeský          | Denisa Zientková    | Vojtěch Hudec       | Barbora Halámková         | Jaroslava Kykrychová*   | Hana Červenková       |
| 10.   | 03.–07.05.2010  | Královéhradecký    | Jitka Jílková       | Milan Lajdar        | Andrea Navrátilová*       | Lukáš Holý              | Jindřiška Jirková     |
| 11.   | 10.–14.05.2010  | Moravskoslezský    | Lusine Galstjanová  | Jan Pařízek         | Veronika Pšenicová*       | Roman Hudeček           | Jana Chobotová        |
| 12.   | 17.–21.05.2010  | západní Čechy      | Dobroslava Janíková | Jana Repaňová       | Milena Hubková Náhlovská* | Ludvík Dvořák           | Lucie Čićek           |
| 13.   | 24.–28.05.2010  | Praha              | Jitka Adamová       | Michaela Čermáková  | Nikol Imrie*              | Jaroslav Kruml          | Karin Fuentesova      |
| 14.   | 31.5.–4.6.2010  | Olomoucký          | Veronika Pavlíková  | Věra Nováková       | Lucie Plesníková*         | Oldřich Ondráček        | Kateřina Vysloužilová |
| 15.   | 07.–11.06.2010  | Středočeský        | Vojtěch Ječný*      | Miroslava Bartáková | Ondřej Kudrna             | Vlasta Kováčová*        | Petra Karásková       |
| 16.   | 14.–18.06.2010  | Moravskoslezský    | Milada Chovancová*  | Martina Janíková    | Petr Grygar               | Lukáš David             | Pavla Reisiglová      |
| 17.   | 21.–25.06.2010  | Ústecký            | Radka Poláčková     | Michal Vlk*         | Renáta Altmanová          | Jaroslava Mikešová      | Eva Salmanovová       |

### Druhá série
| Týden | Datum             | Kraj/region konání | Soutěžící             | Soutěžící           | Soutěžící           | Soutěžící                | Soutěžící             |
| ----- | ----------------- | ------------------ | --------------------- | ------------------- | ------------------- | ------------------------ | --------------------- |
| 1.    | 23.–27.08.2010    | východní Čechy     | Jaroslava Velebová    | Štěpán Pospíšil*    | Kamila Teplá        | Jan Kovařovic            | Milena Slavíčková     |
| 2.    | 30.08.–03.09.2010 | Praha              | Soňa Králová          | Pavla Kabelová      | Hubert Horák*       | Petra Haasová            | Alina Kravchuk*       |
| 3.    | 06.–10.09.2010    | Jihočeský          | Milada Hořínková      | Gabriela Stebilová  | Karel Jarmar        | Pavla Votýpková          | Kateřina Trávníčková* |
| 4.    | 13.–17.09.2010    | Praha              | Marie Rážová          | Helena McAlorum     | Ctibor Polák        | Zdena Regina Soukupová   | Dana Jančíková*       |
| 5.    | 20.–24.09.2010    | Moravskoslezský    | Michal Pristaš        | Jan Žák*            | Bedřiška Weissová   | Jiří Gavlas              | Tereza Trávníčková    |
| 6.    | 27.09.–01.10.2010 | Praha, Středočeský | Martina Kalousová     | Marie Poláčková     | Zdeněk Dobeš*       | Libuše Kotoučková        | Jan Buša              |
| 7.    | 04.–08.10.2010    | Jihomoravský       | Kristýna Bušová       | Bedřich Wyplosz     | Jakub Kadlec*       | Jiří Škodák              | Lubomír Herman        |
| 8.    | 11.–15.10.2010    | Liberecký          | Radka Tomášková       | Jan Mráček          | Milada Trojanová    | Václav Bote*             | Alena Krejčíková      |
| 9.    | 18.–22.10.2010    | Moravskoslezský    | Lucie Koudelková*     | Věra Chlapíková     | Marián Šuba*        | Zdeňka Bicanová          | Marie Janíčková       |
| 10.   | 25.–29.10.2010    | Jihomoravský       | Petr Havíř            | Jana Rozmarýnová    | Monika Glatznerová* | Miloš Kyrych             | Eva Pernová           |
| 11.   | 01.–05.11.2010    | Středočeský        | Lenka Tyrpeklová      | Markéta Kučerová*   | Světla Halouzková   | Michal Spišiak*          | Ilona Hrabíková       |
| 12.   | 08.–12.11.2010    | Zlínský            | Alena Nováková        | Dalibor Baletka     | Marie Šedivá        | Svatava Drdová           | Jovanka Habrovanská*  |
| 13.   | 15.–19.11.2010    | Plzeňský           | Vladimíra Bauerová    | Světlana Michálková | Lucie Hladová*      | Jitka Kondrová Pěničková | Adéla Tas             |
| 14.   | 22.–26.11.2010    | Moravskoslezský    | Antonín Kašperák      | Ivana Hanková       | Hana Zemanová       | Silvie Hansalíková       | Libor Fojtík*         |
| 15.   | 29.11.–03.12.2010 | Praha a okolí      | Veronika Svobodová    | Stanislav Zábranský | Lucie Šťastná       | Milan Bartoš*            | Terezie Antušová      |
| 16.   | 06.–10.12.2010    | Vysočina           | Evžen Vávra           | Eva Tůmová          | Ilona Suchá         | Zdeněk Burian            | Lenka Krupíková*      |
| 17.   | 13.–17.12.2010    | Praha a okolí      | Vladimíra Pavlovičová | Eva Barešová        | Daniel Gonzalez     | Gabriela Bísková*        | Markéta Vobořilová    |
| 18.   | 20.–24.12.2010    | Liberecký          | Jakub Berdych         | Jana Straková       | Barbora Svobodová   | Petr Urban*              |                       |

Poznámka: Vítěz je vždy označen hvězdičkou za jménem.

## Speciál
Od 26. června 2016 Prima vysílala také Prostřeno: Poslední večeře, tedy setkání soutěžících daného týdne po několika měsících od natáčení původního pořadu. Vysílal se v neděli, ovšem kvůli lepší návaznosti na zbytek týdne se přesunul na sobotní podvečer. Někdy nebylo přítomno všech 5 soutěžících, ovšem občas se stalo, že byl někdo přítomen jen přes videohovor. I tady šlo o vaření, většinou o reparáty nepovedených jídel, či společné vaření dvou rivalů. Na konci se rozhodovalo o tom, kdo získá speciální cenu.